# Super Eurobeat Presents Hyper Euro Max
Albums de MAX
Maximum Groove
(1998) Emotional History
(2001)
Compilations par MAX
Maximum Collection
(1999)
Super Eurobeat Presents Hyper Euro Max (titré : SUPER EUROBEAT presents HYPER EURO MAX) est le premier album de remix de titres du groupe MAX.

## Présentation
L'album, produit par Max Matsuura, sort le 28 juin 2000 au Japon sur le label Avex Trax, neuf mois après le précédent album du groupe, la compilation Maximum Collection ; c'est le seul album que sort MAX cette année-là. Il atteint la 5e place du classement des ventes de l'Oricon, et reste classé pendant neuf semaines. Il se vend à plus de 200 000 d'exemplaires, et restera le cinquième album le plus vendu du groupe, derrière les quatre albums sortis précédemment.
L'album contient des versions remixées par divers DJ occidentaux dans le genre eurobeat de douze titres du groupe : les chansons-titres de dix de ses quinze premiers singles parus jusqu'alors (sont exclues celles des cinq premiers singles, déjà de style eurobeat), une de leurs "faces B", et une chanson tirée du deuxième album (Harmony).
L'album fait partie d'une série d'albums de remix lancée par Avex Trax en 2000 sous le nom Super Eurobeat Presents : J-Euro, comprenant : Super Eurobeat presents ayu-ro mix et (...) ayu-ro mix 2 (remixes d'Ayumi Hamasaki), Euro Global (de Globe), Euro Every Little Thing (d'Every Little Thing), et Euro "Dream" Land (de Dream).

## Liste des titres
(Pour les crédits et détails des titres, voir les articles de leurs disques d'origine)
| CD    | CD                                                                        | CD                                           | CD    | CD | CD | CD | CD | CD | CD |
| No    | Titre                                                                     | Titre d'origine / Remixeurs                  | Durée |    |    |    |    |    |    |
| ----- | ------------------------------------------------------------------------- | -------------------------------------------- | ----- | -- | -- | -- | -- | -- | -- |
| 1.    | Ano Natsu e to (Time Go Go Remix) (あの夏へと(TIME GO GO REMIX))          | 13e single / Luca Degani et Sergio Dall'Ora  | 4:11  |    |    |    |    |    |    |
| 2.    | Hikari no Veil (Traditional Mix) (閃光 -ひかり- のVEIL...)                | 9e single / Alberto Contini et Dave Rodgers  | 4:43  |    |    |    |    |    |    |
| 3.    | Ginga no Chikai (Eurosenti Mix) (銀河の誓い...)                           | 14e single / Luca Degani et Sergio Dall'Ora  | 4:57  |    |    |    |    |    |    |
| 4.    | Issho ni... (Sweet Mix) (一緒に... ...)                                   | 15e single / Delta Team                      | 4:23  |    |    |    |    |    |    |
| 5.    | Love Impact (Melodic Remix) (Love impact (MELODIC REMIX))                 | 12e single / DJ Luke Penn                    | 4:52  |    |    |    |    |    |    |
| 6.    | Love Is Dreaming (Eurobeat Mix) (Love is Dreaming...)                     | 7e single / Delta Team                       | 4:57  |    |    |    |    |    |    |
| 7.    | Shinin' On - Shinin' Love (Aggressive Mix) (Shinin' on - Shinin' love...) | 8e single / Delta Team                       | 4:43  |    |    |    |    |    |    |
| 8.    | Give Me a Shake (Euro-Power Mix) (Give me a Shake...)                     | 6e single / Dave Rodgers                     | 4:59  |    |    |    |    |    |    |
| 9.    | Harmony (Eurobeat Mix) (HARMONY...)                                       | De Maximum II / Dave Rodgers et Sandro Oliva | 4:00  |    |    |    |    |    |    |
| 10.   | I Will (Sentimental Mix) (I will...)                                      | Face B du 8e single / Delta Team             | 4:47  |    |    |    |    |    |    |
| 11.   | Grace of My Heart (Maximum Mix) (Grace of my heart (MAXIMUM Mix))         | 11e single / Luca Degani et Sergio Dall'Ora  | 4:49  |    |    |    |    |    |    |
| 12.   | Ride on Time (Eurobeat Mix) (Ride on time...)                             | 10e single / DJ Luke Penn                    | 4:53  |    |    |    |    |    |    |
| 56:14 |                                                                           |                                              |       |    |    |    |    |    |    |